# Конфлікт (фільм, 1936)
«Конфлікт» (англ. Conflict) — американська спортивна драма 1936 року, режисера Девіда Говарда. В головних ролях Джон Вейн, Ворд Бонд та Джин Роджерс.

## Стислий зміст
Пет Глендон (Джон Вейн), колишній лісоруб, який перекваліфікувався в боксера. Він подорожує по сільській місцевості як член банди Гаса «Нокаута» Керігана (Ворд Бонд), який працює на нью-йоркський синдикат. Глендон прибуває у містечко напередодні боксерської поєдинку, та намагається переконати місцевих жителів, щоб вони робили ставки на перемогу Глендона, хоча планується його програш.

## У ролях

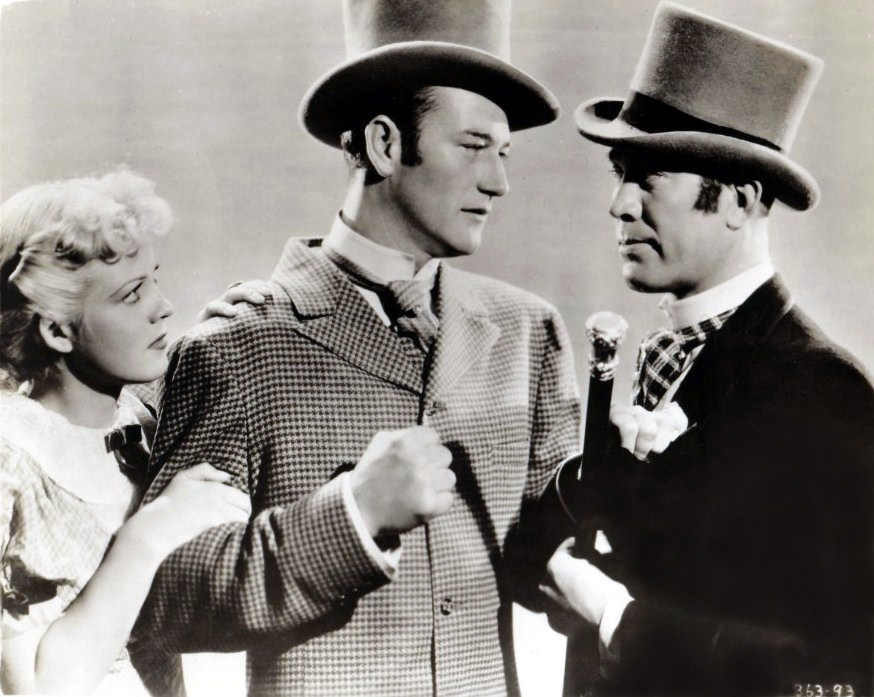
Джин Роджерс, Джон Вейн та Уорд Бонд у фільмі Кофлікт

- Джон Вейн — Пет Глендон
- Джин Роджерс — Мод Сангстер
- Ворд Бонд — Гас «Нокаут» Карріган
- Томмі Бапп — Томмі
- Брайант Вошберн — міський редактор
- Френк Шерідан — Сем Стюбнер
- Гаррі Вудс — «Рафхауз» Келлі
- Маргарет Манн — Ма Блейк
- Едді Борден — «Спайдер» Вельш
- Френк Хейні — Майк Мелоун
- Ллойд Інграхем — Адамса